# Пука
Пука, или Мерита Синклера (лат. Meryta sinclairii) — древесное растение, один из видов рода Мерита семейства Аралиевые.

## Ареал
Пука — самый южный из видов мериты, произрастает в Нортленде на границе зоны умеренного климата и субтропиков между 34° и 36° южной широты, эндемик Новой Зеландии. Преимущественно произрастает на островах Три-Кингс и архипелаге Хен-энд-Чикенс. Также встречается в северной части Северного острова.
Вид произрастает обычно во влажных защищённых долинах с толстым слоем почвы. Реже растёт на скалистых каменистых местах.

## Описание вида
Мерита Синклера — смолистое дерево высотой до 8 м.
Листья простой формы, большие, длина некоторых достигает 40-50 см при ширине 20 см, длина черешка может достигать 35 см. Цветки белые или зеленоватые, собраны в метёлку, плод — ягода чёрного цвета.
Пука, хотя и занимает самую южную часть ареала видов мериты, также боится заморозков, особенно молодые растения.

## Применение
На севере Новой Зеландии пука также может выращиваться в декоративных целях.